# Liste des Premiers ministres du Yémen
Le Premier ministre de la République du Yémen est le chef du gouvernement du Yémen, il est nommé par le président de la République. Le poste de Premier ministre a été créé lors de l'unification des deux Yémen (République populaire démocratique du Yémen et République arabe du Yémen) en 1990.
En 1994, en pleine guerre civile, une brève sécession du Yémen du Sud mène à la formation de République démocratique du Yémen, Haider Aboubaker al-Attas devient Premier ministre du Yémen du Sud.

## Premier ministre du Royaume mutawakkilite du Yémen (1948-1955; 1962-1970)
| Nom                            | Début du mandat | Fin du mandat   | Parti       |
| ------------------------------ | --------------- | --------------- | ----------- |
| Ibrahim ben Yahya Hamid al-Din | 17 février 1948 | 18 février 1948 | Indépendant |
| Ali ben Abdallah al-Wazir      | 18 février 1948 | avril 1948      | Indépendant |
| Hassan ben Yahya               | avril 1948      | 18 juin 1955    | Indépendant |
| Ahmed al-Sayari                | 5 octobre 1962  | 17 octobre 1962 | Indépendant |
| Hassan ben Yahya               | 17 octobre 1962 | 11 avril 1967   | Indépendant |
| Abdel Rahman ben Yahya         | 11 avril 1967   | 15 janvier 1969 | Indépendant |
| Hassan ben Yahya               | 15 janvier 1969 | mars 1970       | Indépendant |

## Premier ministre de la République arabe du Yémen (1962-1990)
| Nom                             | Début du mandat   | Fin du mandat     | Parti                                 |
| ------------------------------- | ----------------- | ----------------- | ------------------------------------- |
| Abdallah al-Sallal              | 26 septembre 1962 | 26 avril 1963     | Indépendant                           |
| Abdul Latif Dayfallah           | 26 avril 1963     | 5 octobre 1963    | Indépendant                           |
| Abdel Rahman al-Iryani          | 5 octobre 1963    | 10 février 1964   | Indépendant                           |
| Hassan al-Amri                  | 10 février 1964   | 29 avril 1964     | Indépendant                           |
| Hamoud al-Gayifi                | 29 avril 1964     | 6 janvier 1965    | Indépendant                           |
| Hassan al-Amri                  | 6 janvier 1965    | 20 avril 1965     | Indépendant                           |
| Ahmed Mohammed Nouman           | 20 avril 1965     | 6 juillet 1965    | Indépendant                           |
| Abdallah al-Sallal              | 6 juillet 1965    | 21 juillet 1965   | Indépendant                           |
| Hassan al-Amri                  | 21 juillet 1965   | 18 septembre 1966 | Indépendant                           |
| Abdallah al-Sallal              | 18 septembre 1966 | 5 novembre 1967   | Indépendant                           |
| Mohsen Ahmed al-Aini            | 5 novembre 1967   | 21 décembre 1967  | Indépendant                           |
| Hassan al-Amri                  | 21 décembre 1967  | 9 juillet 1969    | Indépendant                           |
| Abdel Salam Sabrah (intérim)    | 9 juillet 1969    | 29 juillet 1969   | Indépendant                           |
| Mohsen Ahmed al-Aini            | 29 juillet 1969   | 2 septembre 1969  | Indépendant                           |
| Abdallah Kourchoumi             | 2 septembre 1969  | 5 février 1970    | Indépendant                           |
| Mohsen Ahmed al-Aini            | 5 février 1970    | 26 février 1971   | Indépendant                           |
| Abdel Salam Sabrah (intérim)    | 26 février 1971   | 3 mai 1971        | Indépendant                           |
| Ahmed Mohammed Nouman           | 3 mai 1971        | 24 août 1971      | Indépendant                           |
| Hassan al-Amri                  | 24 août 1971      | 5 septembre 1971  | Indépendant                           |
| Abdel Salam Sabrah (intérim)    | 5 septembre 1971  | 18 septembre 1971 | Indépendant                           |
| Mohsen Ahmed al-Aini            | 18 septembre 1971 | 30 décembre 1972  | Indépendant                           |
| Kadhi Abdullah al-Hagri         | 30 décembre 1972  | 10 février 1974   | Indépendant                           |
| Hassan Mohammed Makki           | 10 février 1974   | 22 juin 1974      | Indépendant                           |
| Mohsen Ahmed al-Aini            | 22 juin 1974      | 16 janvier 1975   | Indépendant                           |
| Abdel Latif Dayfallah (intérim) | 16 janvier 1975   | 25 janvier 1975   | Indépendant                           |
| Abdel Aziz Abdel Ghani          | 25 janvier 1975   | 15 octobre 1980   | Indépendant/Congrès général du peuple |
| Abdel Karim al-Iryani           | 15 octobre 1980   | 13 novembre 1983  | Congrès général du peuple             |
| Abdel Aziz Abdel Ghani          | 13 novembre 1983  | 22 mai 1990       | Congrès général du peuple             |

## Premier ministre du Yémen du Sud (1969-1990; 1994)
| Nom                       | Début du mandat | Fin du mandat   | Parti                                                   |
| ------------------------- | --------------- | --------------- | ------------------------------------------------------- |
| Fayçal al-Chaabi          | 6 avril 1969    | 22 juin 1969    | Front de libération nationale                           |
| Mohammed Ali Haïtham      | 22 juin 1969    | 2 août 1971     | Front de libération nationale                           |
| Ali Nasser Mohamed        | 2 août 1971     | 14 février 1985 | Front de libération nationale/Parti socialiste yéménite |
| Haider Aboubaker al-Attas | 14 février 1985 | 8 février 1986  | Parti socialiste yéménite                               |
| Yassine Saïd Nouman       | 8 février 1986  | 22 mai 1990     | Parti socialiste yéménite                               |
| Haider Aboubaker al-Attas | 21 mai 1994     | 7 juillet 1994  | Parti socialiste yéménite                               |

## Premier ministre du Yémen (depuis 1990)
| Nom                               | Début du mandat   | Fin du mandat     | Parti                     |
| --------------------------------- | ----------------- | ----------------- | ------------------------- |
| Haider Aboubaker al-Attas         | 22 mai 1990       | 9 mai 1994        | Parti socialiste yéménite |
| Mohammed Saïd al-Attar (intérim)  | 9 mai 1994        | 6 octobre 1994    | Indépendant               |
| Abdel Aziz Abdel Ghani            | 6 octobre 1994    | 14 mai 1997       | Congrès général du peuple |
| Faraj Saïd ben Ghanem             | 14 mai 1997       | 29 avril 1998     | Indépendant               |
| Abdel Karim al-Iryani             | 29 avril 1998     | 7 avril 2001      | Congrès général du peuple |
| Abdel Kader Bajamal               | 7 avril 2001      | 7 avril 2007      | Congrès général du peuple |
| Ali Mohammed Moujawar             | 7 avril 2007      | 10 décembre 2011  | Congrès général du peuple |
| Mohamed Basindawa                 | 10 décembre 2011  | 24 septembre 2014 | Indépendant               |
| Abdallah Mohsen al-Akwa (intérim) | 24 septembre 2014 | 9 novembre 2014   | Al-Islah                  |
| Khaled Bahah                      | 9 novembre 2014   | 3 avril 2016      | Indépendant               |
| Ahmed ben Dagher                  | 4 avril 2016      | 15 octobre 2018   | Congrès général du peuple |
| Maïn Abdelmalek Saïd              | 18 octobre 2018   | 8 février 2024    | Indépendant               |
| Ahmed Awad ben Moubarak           | 8 février 2024    | 3 mai 2025        | Indépendant               |
| Salem Saleh ben Braik             | 3 mai 2025        | en fonction       | Indépendant               |

## Premier ministre du gouvernement houthi (non reconnu, depuis 2016)
| Nom                    | Début du mandat | Fin du mandat  | Parti                     |
| ---------------------- | --------------- | -------------- | ------------------------- |
| Talal Aklan (intérim)  | 1er mars 2016   | 4 octobre 2016 | Parti socialiste yéménite |
| Abdel Aziz ben Habtour | 4 octobre 2016  | 10 août 2024   | Congrès général du peuple |
| Ahmed al-Rahawi        | 10 août 2024    | en fonction    | Congrès général du peuple |